# Organizações Paulo Octávio

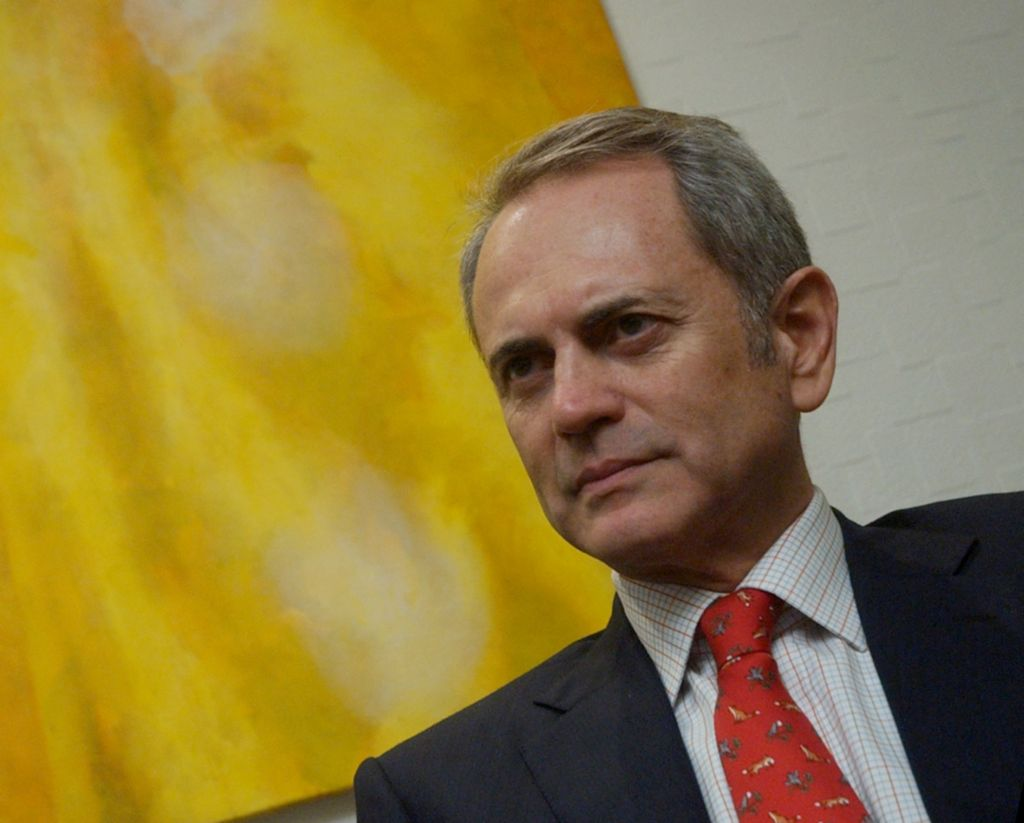
Paulo Octávio dono da Empresa (foto:Marcello Casal/ABr)

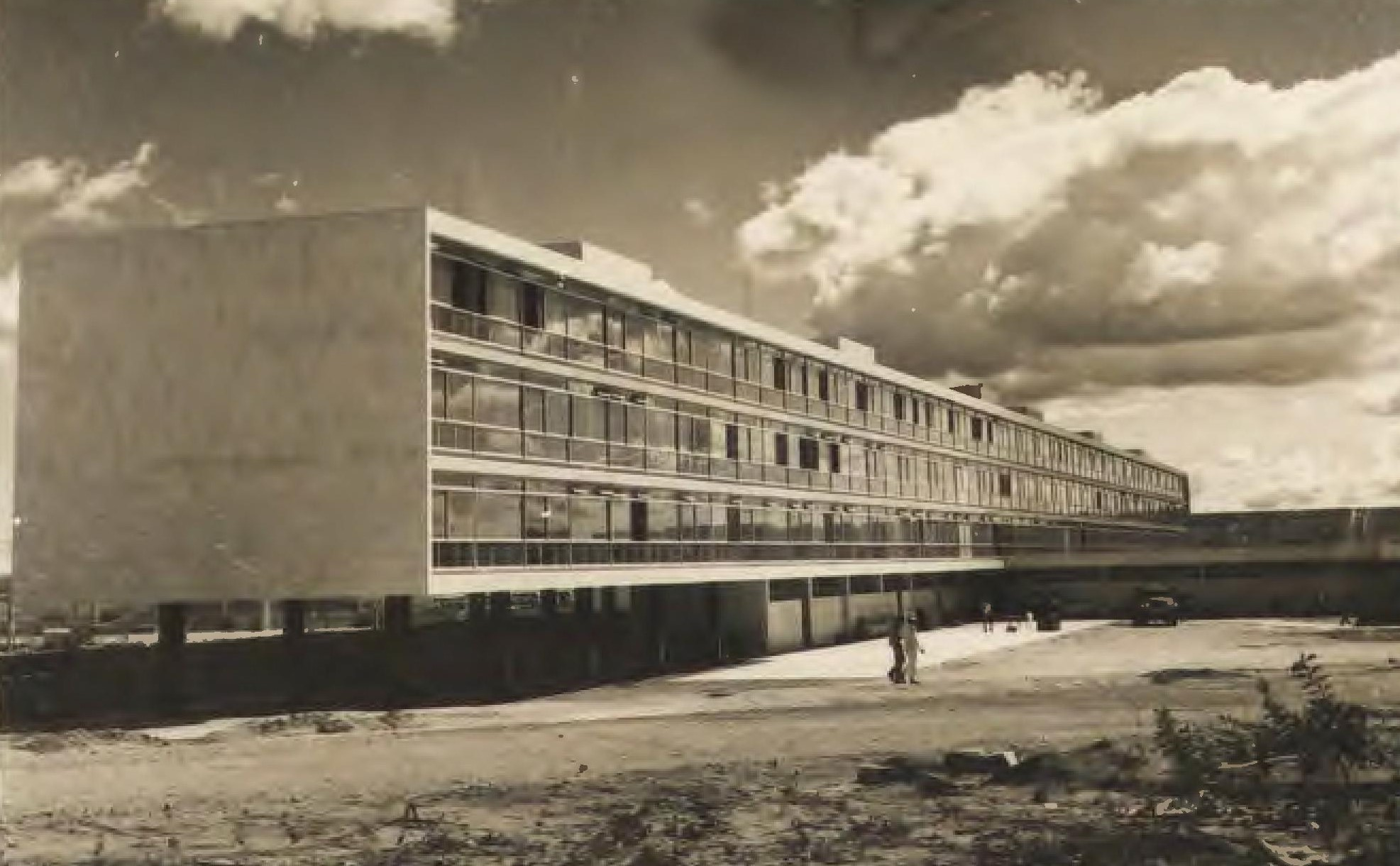
Brasília Palace Hotel na época da inauguração de Brasília (Acervo Arquivo Nacional)

As Organizações Paulo Octávio   (também conhecido como Grupo Paulo Octávio) são um conglomerado de empresas pertencentes ao empresário  Paulo Octávio, fundada em 1975, com sede em Brasília, no Distrito Federal, concentradas especificamente nas áreas de construção, imóveis, hotéis, shopping centers, seguros, consórcio e comunicação. É composta por 20 empresas.

## Empresas

### Hotéis
- Brasília Alvorada Hotel (Brasília)
- Brasília Palace Hotel (Brasília)
- Kubitschek Plaza Hotel (Brasília)
- Manhattan Plaza Hotel (Brasília)
- Saint Paul Hotel (Brasília)
- Studio In Residence (Sudoeste/Octogonal)

### Shopping centers
- Brasília Shopping (Brasília)
- Taguatinga Shopping (Taguatinga)
- Terraço Shopping (Sudoeste/Octogonal)
- Shopping Iguatemi Brasília (Lago Norte)
- JK Shopping (Taguatinga)
- Manhattan Shopping (Águas Claras) - em obras
- Planaltina Shopping (Planaltina) - em projeto

### Comunicação
- JK FM (Sudoeste/Octogonal) - emissora de rádio popular
- Mix FM Brasília (Sudoeste/Octogonal) - emissora de rádio jovem
- TV Brasília - afiliada a RedeTV! (SIG).
- PO Midia
- GPS Life Time

### Construtora e Incorporadora
- Paulo Octávio Investimentos Imobiliários
- Principal Construções

### Outros
- Concessionárias Bali Fiat
- Concessionária Bali Jeep
- Concessionária Bali BYD
- Terraço Corretora de Seguros
- Paulo Octávio Aluguel
- PO Energy

### Antigas empresas
- Rádio Globo Brasília
- Rádio JK AM 1410 (Rádio Bandeirantes)